# Istres FC
Istres FC, właśc. Istres Football Club – francuski klub piłkarski z siedzibą w mieście Istres w Prowansji, założony w 1920 roku.

## Sukcesy
- zdobywca Pucharu Prowansji: 1966
- zdobywca DH Méditerranée: 1982
- awans do Ligue 1: 2004

## Historia
Klub został założony w 1920 przez Édouarda Guizonniera jako SS Istréenne. W 1966 zespół wywalczył Puchar Prowansji, zaś w 1969 połączył się z wielosekcyjnym klubem Istres Sports, który przejął barwy zespołu Istréenne. W 1977 prezesem klubu został Michel Aviet, który zatrudnił na stanowisku trenera Jugosłowianina Georgesa Koraca, byłego bramkarza. Podczas ich rządów zespół awansował z niższych lig do Ligue 2. W 2004 zespół po raz pierwszy awansował do Ligue 1. Jednak zajął w niej ostatnie miejsce i spadł do Ligue 2 w roku 2005, a w 2007 po zajęciu 19. miejsca w rozgrywkach klub został zdegradowany do Championnat National. W sezonie 2008/2009 zajął pierwsze miejsce i awansował do Ligue 2.
W sezonie 2014/2015 spadł z trzeciej ligi do czwartej, w wyniku czego utracił status klubu zawodowego, a następnie został zdegradowany do siódmej ligi. W 2016 zmienił nazwę na Istres Football Club. W sezonie 2016/2017 awansował do szóstej ligi, a sezon później do piątej.

### Chronologia nazw
- 1920–1969 – Section sportive istréenne (SS Istres)
- 1969–1990 – Istres Sports
- 1990–2004 – FC Istres Ville Nouvelle (FC Istres)
- 2004–2016 – FC Istres Ouest Provence (FC Istres)
- od 2016 – Istres Football Club (Istres FC)

### Historia występów w pierwszej i drugiej lidze
| Sezon   | Poziom | Liga       | Grupa | Miejsce      | Nazwa     |
| ------- | ------ | ---------- | ----- | ------------ | --------- |
| 1985/86 | II     | Division 2 | A     | 15.          | SS Istres |
| 1986/87 | II     | Division 2 | B     | 14.          | SS Istres |
| 1987/88 | II     | Division 2 | A     | 14.          | SS Istres |
| 1988/89 | II     | Division 2 | B     | 13.          | SS Istres |
| 1989/90 | II     | Division 2 | A     | 9.           | SS Istres |
| 1990/91 | II     | Division 2 | A     | 5.           | FC Istres |
| 1991/92 | II     | Division 2 | B     | 3.           | FC Istres |
| 1992/93 | II     | Division 2 | A     | 8.           | FC Istres |
| 1993/94 | II     | Division 2 | –     | 22. (spadek) | FC Istres |
| 2001/02 | II     | Division 2 | –     | 17.          | FC Istres |
| 2002/03 | II     | Ligue 2    | –     | 16.          | FC Istres |
| 2003/04 | II     | Ligue 2    | –     | 3. (awans)   | FC Istres |
| 2004/05 | I      | Ligue 1    | –     | 20. (spadek) | FC Istres |
| 2005/06 | II     | Ligue 2    | –     | 13.          | FC Istres |
| 2006/07 | II     | Ligue 2    | –     | 19. (spadek) | FC Istres |
| 2009/10 | II     | Ligue 2    | –     | 17.          | FC Istres |
| 2010/11 | II     | Ligue 2    | –     | 11.          | FC Istres |
| 2011/12 | II     | Ligue 2    | –     | 8.           | FC Istres |
| 2012/13 | II     | Ligue 2    | –     | 13.          | FC Istres |
| 2013/14 | II     | Ligue 2    | –     | 19. (spadek) | FC Istres |